# Cantone di Darney
Il Cantone di Darney è una divisione amministrativa dell'arrondissement di Épinal e di Neufchâteau.
A seguito della riforma complessiva dei cantoni del 2014 è passato da 21 a 82 comuni.

## Composizione
Prima della riforma del 2014 comprendeva i comuni di:
- Attigny
- Belmont-lès-Darney
- Belrupt
- Bonvillet
- Darney
- Dombasle-devant-Darney
- Dommartin-lès-Vallois
- Escles
- Esley
- Frénois
- Hennezel
- Jésonville
- Lerrain
- Pierrefitte
- Pont-lès-Bonfays
- Provenchères-lès-Darney
- Relanges
- Saint-Baslemont
- Sans-Vallois
- Senonges
- Les Vallois

Dal 2015 comprende i comuni di:
- Les Ableuvenettes
- Ahéville
- Ainvelle
- Ameuvelle
- Attigny
- Bainville-aux-Saules
- Bazegney
- Begnécourt
- Belmont-lès-Darney
- Belrupt
- Bleurville
- Blevaincourt
- Bocquegney
- Bonvillet
- Bouzemont
- Châtillon-sur-Saône
- Circourt
- Claudon
- Damas-et-Bettegney
- Damblain
- Darney
- Dombasle-devant-Darney
- Dommartin-aux-Bois
- Dommartin-lès-Vallois
- Dompaire
- Escles
- Esley
- Fignévelle
- Fouchécourt
- Frain
- Frénois
- Gelvécourt-et-Adompt
- Gignéville
- Girancourt
- Godoncourt
- Gorhey
- Grignoncourt
- Hagécourt
- Harol
- Hennecourt
- Hennezel
- Isches
- Jésonville
- Lamarche
- Légéville-et-Bonfays
- Lerrain
- Lironcourt
- Madonne-et-Lamerey
- Marey
- Maroncourt
- Martigny-les-Bains
- Martinvelle
- Mont-lès-Lamarche
- Monthureux-sur-Saône
- Morizécourt
- Nonville
- Pierrefitte
- Pont-lès-Bonfays
- Provenchères-lès-Darney
- Racécourt
- Regnévelle
- Relanges
- Robécourt
- Rocourt
- Romain-aux-Bois
- Rozières-sur-Mouzon
- Saint-Baslemont
- Saint-Julien
- Sans-Vallois
- Senaide
- Senonges
- Serécourt
- Serocourt
- Les Thons
- Tignécourt
- Tollaincourt
- Les Vallois
- Vaubexy
- Velotte-et-Tatignécourt
- Ville-sur-Illon
- Villotte
- Viviers-le-Gras